# Hét nước mũ trắng
Cinclus leucocephalus là một loài chim trong họ Cinclidae.